# Cheval guide d'aveugle

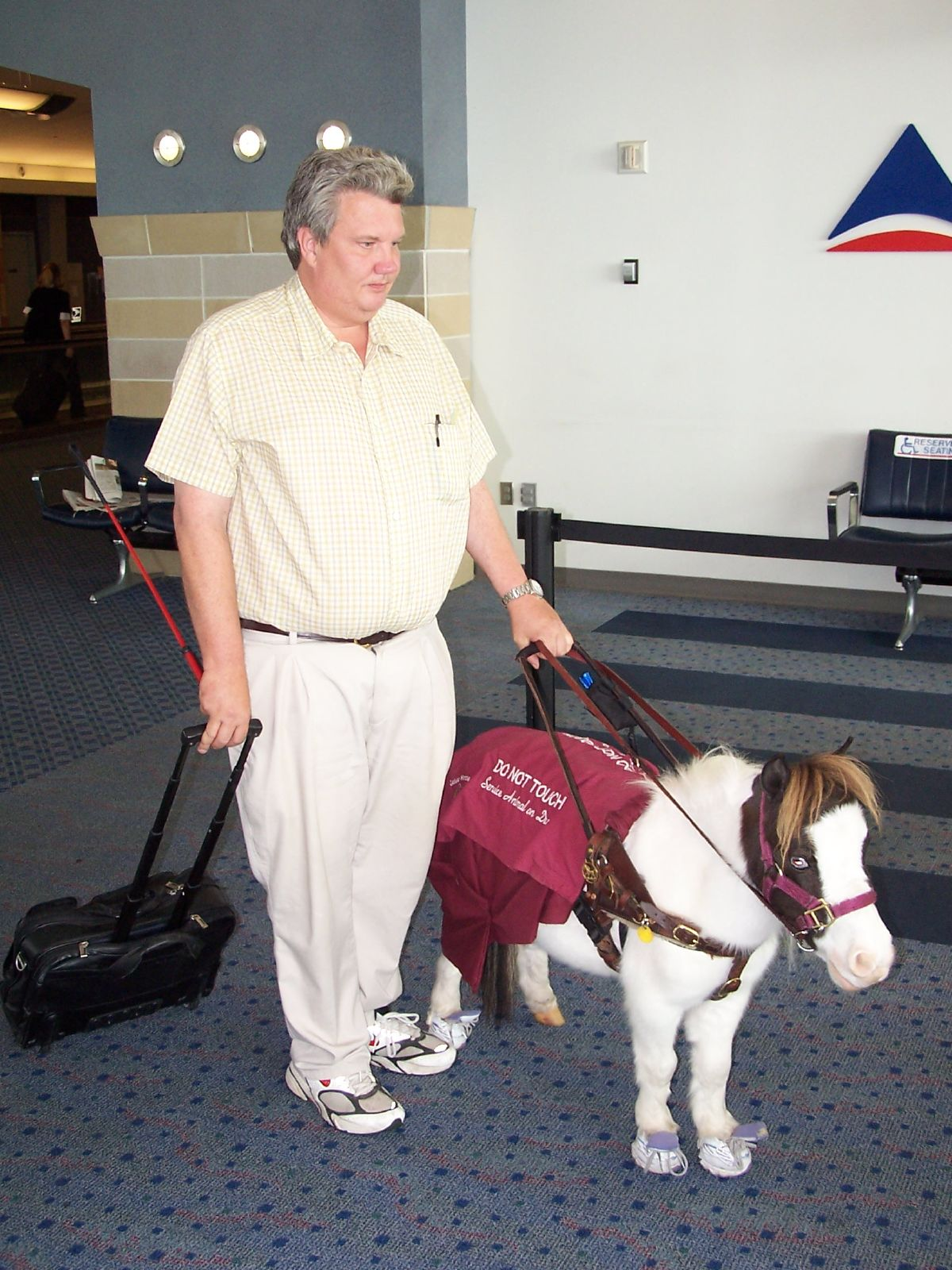
Une personne malvoyante et son cheval guide dans un aéroport.

Le cheval guide d'aveugle est un animal d'assistance (en), qui représente une alternative d'aide à la mobilité des personnes malvoyantes qui ne veulent pas, ou ne peuvent pas utiliser de chien guide d'aveugle. Ces animaux se sont fait connaître via The Guide Horse Foundation, créée en 1999 aux États-Unis pour fournir des chevaux miniatures comme animaux d'assistance aux personnes aveugles qui vivent dans des zones rurales. 

## Avantages et inconvénients
Plusieurs raisons font que le cheval miniature a des avantages sur le chien guide : avec une espérance de vie de 30 ans en moyenne, le cheval vit en effet beaucoup plus longtemps que le chien. Il représente également une alternative intéressante pour les personnes souffrant d'allergie aux poils de chien, plus nombreuses que les allergiques aux poils de chevaux, ou pour les malvoyants qui ont simplement peur de cet animal. 
Toutefois, le cheval ne peut s'adapter à autant de situations qu'un chien. Il ne peut ainsi vivre qu'à l'extérieur, et a besoin d'une écurie ainsi que d'une installation minimale lui permettant de faire ses besoins et de se déplacer lorsqu'il ne travaille pas. Il est nécessaire d'équiper ses sabots d'antidérapants pour qu'il ne glisse pas sur le carrelage. Bien que le cheval puisse être dressé à actionner des mécanismes, il se révèle moins doué pour ce type d'exercice que le chien. Les propriétaires de chevaux guides ont souvent des difficultés pour se déplacer dans les zones très fréquentées, ou faire transporter leur animal en taxi et dans les transports en commun. Une autre difficulté est le puissant instinct de fuite du cheval, qui rend cet animal beaucoup plus peureux que le chien.

## Lieux de test

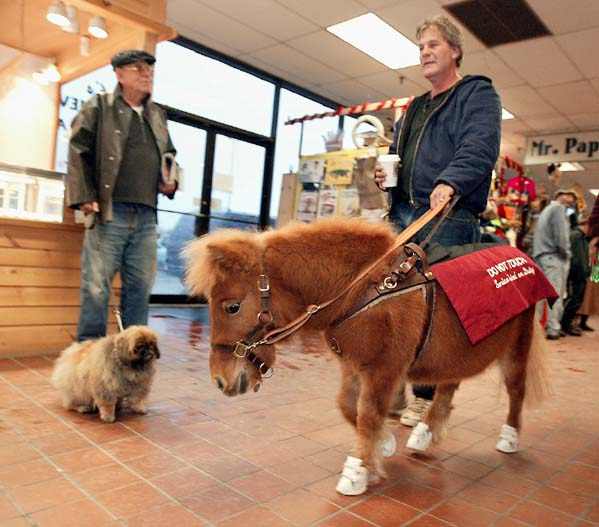
Cheval guide d'aveugle dans un centre commercial.

Les États-Unis sont précurseurs. Une véritable polémique est même née autour de l’utilisation du cheval comme guide d’aveugles[réf. nécessaire]. Depuis le début des années 2000 l’idée du cheval guide d'aveugle a gagné l'Europe. Ainsi, en 2003, l’Allemagne a adopté Resequin, une jument de 80 cm qui connait 50 ordres vocaux. En 2015, un couple d'entrepreneurs des Yvelines annonce vouloir lancer cette activité.
En février 2018, un jeune homme aveugle de 23 ans est devenu le premier citoyen britannique à recevoir un cheval-guide.